# Kuwait Petroleum International
Kuwait Petroleum International (араб. شركة بترول الكويت العالمية‎) — компания, которой принадлежит известная торговая марка Q8Oils. KPI входит в структуру Kuwait Petroleum Corporation (KPC) одну из крупнейших мировых нефтяных корпораций, которая принадлежит государству Кувейт.

## История Kuwait Petroleum

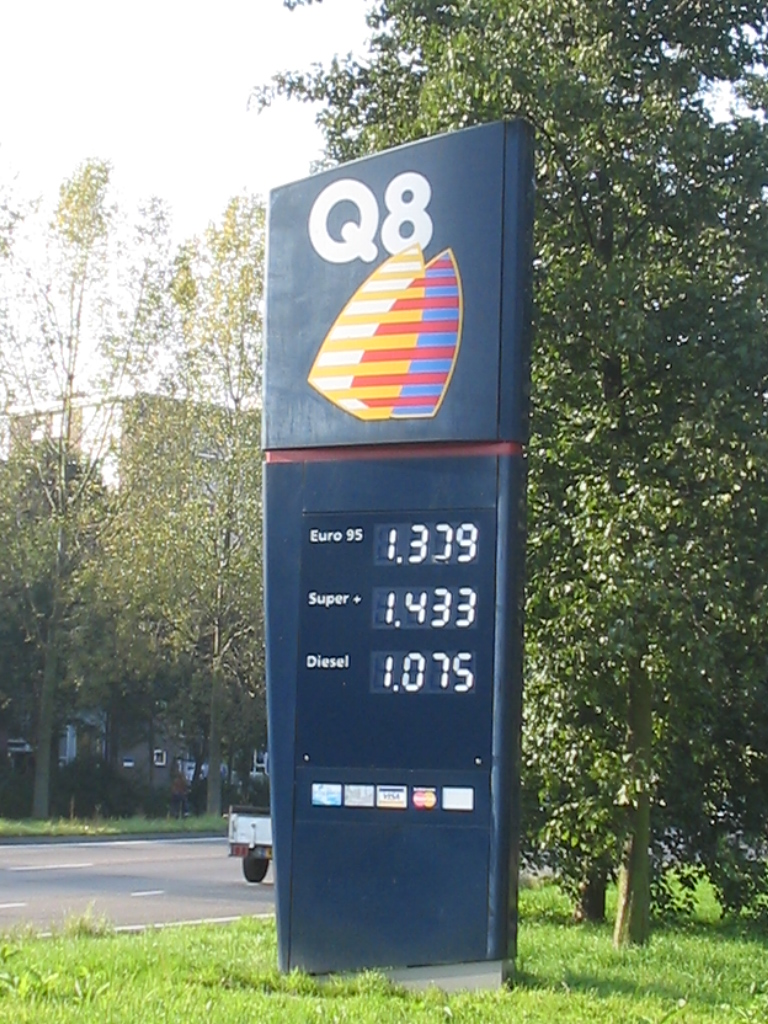
Автозаправка Q8 в Делфте

### 1930—1938 годы
Началась разведка и экспериментальное бурение нефтяных месторождений в Кувейте компаниями «Gulf Oil» (США) и «British Petroleum». На месторождении Burgan-1 забил первый промышленный нефтяной фонтан, но в связи с началом Второй мировой войны экспортные операции были развёрнуты только в 1946 году. Сегодня это месторождение является вторым в мире по объёмам разведанной нефти.

### 1960 год
В Кувейте построены три нефтеперерабатывающих завода, один из которых предназначался для производства экспортной продукции.

### 1970 год
Правительство Кувейта выкупило все нефтяные компании и вернуло управление нефтяными и газовыми запасами от иностранных концессионеров под государственную юрисдикцию.

### 1980 год
Четыре государственные нефтяные компании Кувейта объединились в единую компанию Kuwait Petroleum Corporation (KPC) с целью защиты и продвижения кувейтских нефтяных интересов на мировом рынке. Логотип Q8 определён как торговая марка «Kuwait Petroleum Corporation».

### 1983—2004 года
Для ведения бизнеса в Европе и Азии создана дочерняя компания Kuwait Petroleum International (KPI). В том же году KPI приобрела часть перерабатывающих мощностей и заправочных станций «Gulf Oil Company» в Бельгии, Нидерландах и Люксембурге, а несколько позже — в Швеции и Дании.
В 1984 году, KPI первой вывела на рынок Европы топливо с октановым числом 95, которое быстро стало общим стандартом качества.
В 1986 году KPI приобрела часть сети заправочных станций и предприятий розничной торговли «Gulf Oil Company» в Италии и Великобритании.
В 1987 году, KPI приобрела часть сети заправочных станций «British Petroleum» в Дании, что обеспечило ей первенство на датском нефтяном рынке.
В 1990 году, KPI приобрела часть сети заправочных станций «Mobil Oil Italiana», что позволило ей стать третьим крупнейшим оператором нефтяной индустрии Италии.
В 1993 году KPI приобрела имущество «British Petroleum» в Люксембурге и часть розничной сети в Германии.
В 1999 году, KPI приобрела и под маркой Q8 объединила в единую сеть заправочные станции и предприятия розничной торговли «British Petroleum» и «Aral» в Бельгии.
В 2001 году KPI приобрела у BP сеть прямой дистрибуции топлива в центральной и южной Англии.
В 2002 году KPI приобрела часть розничной сети BP в Нидерландах, расположенную на севере страны.
В 2004 году KPI приобрела сеть заправочных станций «Tango» в Нидерландах, Бельгии и Испании.

### Наше время
Эмблема KPI стилизованная под изображение паруса традиционного арабского судна дау, используемого ловцами жемчуга. Сегодня «кораблики» Q8 хорошо известны во всей Европе. KPI самостоятельно развивает свой бизнес под маркой Q8 в Бельгии, Нидерландах, Люксембурге, Дании, Франции, Германии, Италии, Испании, Великобритании, Швеции и Таиланде. Кроме того, KPI осуществляет поставки своей продукции конечным потребителям напрямую или через своих авторизованных дистрибьюторов более чем в 75 стран мира.
В Европе KPI владеет пятью маслосмесительными заводами, расположенными в разных странах, которые обеспечиваются базовыми маслами с собственного нефтеперерабатывающего завода в Европорте. Кроме того, KPI является одной из немногих компаний в мире, поставляющих свои базовые масла другим производителям смазочных материалов. KPI самостоятельно руководит научно-техническим развитием производства и разработкой новых продуктов. Сегодня смазочные материалы Q8 занимают 5 % европейского рынка.
Все производственные предприятия KPI имеют Сертификаты качества QS9000, ISO 9001 и 9002, а также подтверждение экологической безопасности ISO 14001.

## Заводы в Европе
В Kuwait Petroleum International работают свыше 5000 человек, дистрибьюторы находятся в более чем 50 странах мира. Продажи компании превышают 60 миллионов литров в день, товарооборот составляет 21,7 миллиардов долларов США в год. KPI имеет в Европе 660 автономных и 3756 обычных автозаправочных станций. Q8 Aviation поставляет горючее в 49 аэропортов — 107 авиалиний.

### Очистительные заводы
- Европорт
- Милаццо

### Смесительные заводы
- Стокгольм
- Лидс
- Антверпен
- Милан

### Исследовательский центр
- Европорт